# Kleiner Bettelwurf
De Kleine Bettelwurf is een 2650 meter hoge bergtop in de Gleirsch-Halltal-keten in het Karwendelgebergte in de Oostenrijkse deelstaat Tirol. Het is het kleinere broertje van de Große Bettelwurf, die reikt tot een hoogte van 2726 meter en die ten oosten van de Kleine Bettelwurf gelegen is.
De top wordt veelal beklommen vanuit het Halltal bij Hall in Tirol, waarbij de klim begint bij de Bettelwurfhütte (2079 meter, eigendom van de sectie Innsbruck van de ÖAV). Het klimpad loopt vanaf deze berghut in noordelijke richting om halverwege naar het noordoosten af te buigen. Op de pas tussen de Kleine en de Große Bettelwurf splitst het pad zich in tweeën, een naar elke top. Het laatste stuk naar de top van de Kleine Bettelwurf voert over een steil stuk met veel losse rotsen. De gehele beklimming van de Kleine Bettelwurf neemt ongeveer anderhalf tot twee uur in beslag. Boven op de top van de Kleine Bettelwurf staat een gipfelkreuz en is in noordelijke richting bij goed weer de Zugspitze zichtbaar, evenals vele andere toppen van de Karwendel en het Wettersteingebergte.